# Американське Самоа на Олімпійських іграх
Спортсмени Американського Самоа беруть участь у всіх літніх Олімпійських іграх, починаючи з 1988 року. Всього на літніх Олімпійських іграх країну представляли 16 чоловіків і 3 жінки, що брали участь у змаганнях по боксу, вільної боротьби, дзюдо, легкої атлетики, вітрильного спорту, плавання, стрільби з лука та важкої атлетики. Найбільша делегація представляла країну на Олімпійських іграх 1996 року (7 осіб).
Крім того, делегація Американського Самоа брала участь у зимових Олімпійських іграх в Ліллехаммері в 1994 році, де країну представляли два бобслеїста.
Спортсмени Американського Самоа ніколи не завойовували олімпійських медалей.
Національний олімпійський комітет Американського Самоа був створений у 1987 році і в тому ж році визнаний МОК.

## Кількість учасників на літніх Олімпійських іграх
| Вид спорту         | 1988 | 1992 | 1996  | 2000  | 2004  | 2008  | 2012   | Всього |
| ------------------ | ---- | ---- | ----- | ----- | ----- | ----- | ------ | ------ |
| Бокс               | 2    | 2    | 1     |       |       |       | 2      |        |
| Вільна боротьба    | 1    |      |       | 1     |       |       | 2      | 1      |
| Дзюдо              |      |      |       |       |       | 1 (1) | 1 (1)  | 1      |
| Легка атлетика     | 1    |      | 2 (1) | 2 (1) | 2 (1) | 1     | 5 (1)  | 1      |
| Вітрильний спорт   |      |      | 2     |       |       |       | 2      |        |
| Плавання           |      |      |       |       |       | 2 (1) | 2 (1)  | 2 (1)  |
| Стрільба з лука    |      |      |       | 1     |       |       | 1      |        |
| Важка атлетика     | 2    | 1    | 1     | 1     | 1     |       | 5      |        |
| Всього спортсменів | 6    | 3    | 7 (1) | 4 (1) | 3 (1) | 4 (2) | 19 (3) | 5 (1)  |

- У дужках наведено кількість жінок у складі збірної

## Таблиця медалей

### Медалі на літніх олімпійських іграх
| Ігри           | Кількість спортсменів | Золото | Срібло | Бронза | Всього | Місце |
| Сеул 1988      | 7                     | 0      | 0      | 0      | 0      | -     |
| Барселона 1992 | 3                     | 0      | 0      | 0      | 0      | -     |
| Атланта 1996   | 7                     | 0      | 0      | 0      | 0      | -     |
| Сідней 2000    | 4                     | 0      | 0      | 0      | 0      | -     |
| Афіни 2004     | 3                     | 0      | 0      | 0      | 0      | -     |
| Пекін 2008     | 4                     | 0      | 0      | 0      | 0      | -     |
| Лондон 2012    | 5                     | 0      | 0      | 0      | 0      | -     |
| Всього         |                       | 0      | 0      | 0      | 0      | -     |

### Медалі на зимових олімпійських іграх
| Ігри                | Кількість спортсменів | Золото | Срібло | Бронза | Всього | Місце |
| Ліллігамер 1994     | 2                     | 0      | 0      | 0      | 0      | -     |
| Нагано 1998         | did not participate   |        |        |        |        |       |
| Солт—Лейк—Сіті 2002 | did not participate   |        |        |        |        |       |
| Турин 2006          | did not participate   |        |        |        |        |       |
| Ванкувер 2010       | did not participate   |        |        |        |        |       |
| Всього              |                       | 0      | 0      | 0      | 0      | -     |